# ミラーテスト

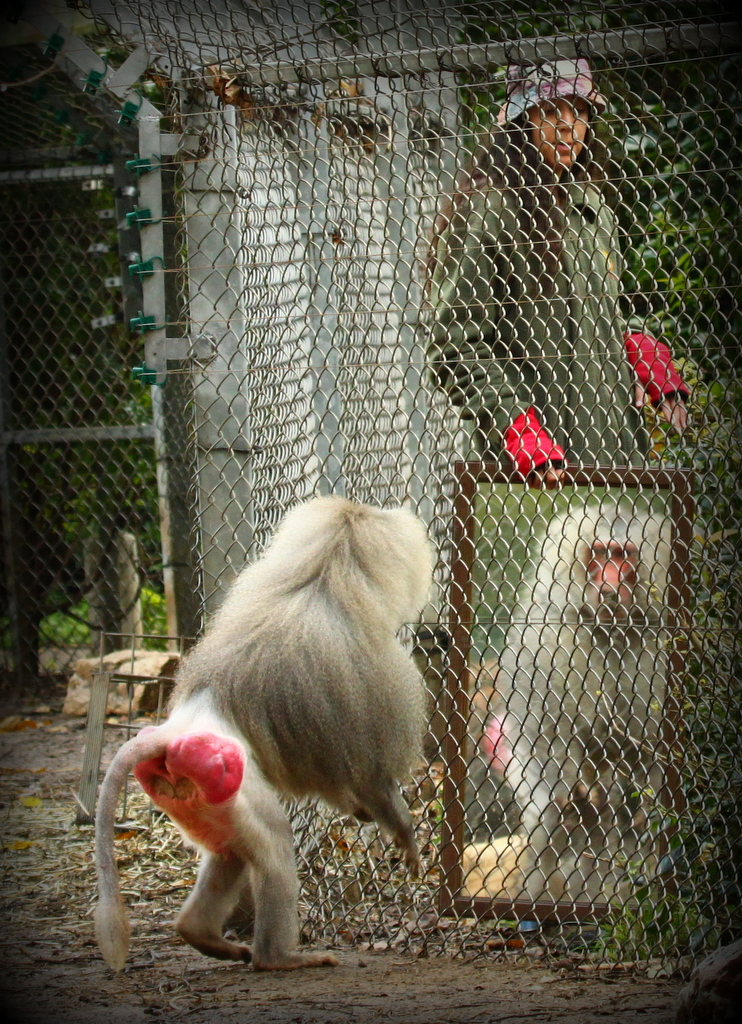
鏡を覗き込むヒヒ

ミラーテスト、マークテストまたは鏡像自己認知テスト（英: mirror self-recognition test：MSR）とは、1970年に心理学者のゴードン・ギャラップJr.(Gordon Gallup Jr.)が開発した動物の行動研究であり、人間以外の動物が視覚的な自己認知(self-recognition)の能力を持っているかどうかを確かめるための手段として用いられている。ミラーテストは、自己認識(self-awareness)の有無を確かめる手法としては長い歴史を持っているが、その妥当性については意見が分かれている。
古典的なミラーテストでは、研究の対象となる動物に麻酔をかけ、通常自分では見る事のできない体の部位に、塗料やステッカーなどのマークを付ける。その後、動物が意識を回復すると、鏡を見られる環境に移される。もしその動物がマークに触れたり、調べるなどすれば、その動物は鏡に映った像を、自分以外の動物ではなく、自分自身であると受け取った証拠であると見なされる。
ミラーテストで成功した動物は極一部の種に限られている。2016年の時点で、人間（ヒト）を含めた大型類人猿、アジアゾウ、イルカ、シャチ(orca)、カササギがミラーテストで成功している。複数種のサル、ジャイアントパンダ、アシカ、イヌなど、様々な種の動物が、ミラーテストで失敗した事が報告されている。
2019年2月には大阪市立大学が、魚類のホンソメワケベラで成功したと発表した（ドイツのマックスプランク研究所などとの共同成果）。

## ミラーテストの方法と歴史
ミラーテストの発祥については、チャールズ・ダーウィンと動物園のオランウータンの逸話にまで遡る事ができる。1838年、ダーウィンがロンドン動物園を訪れて、ジェニーという名のオランウータンを観察した。その時、このオランウータンは、飼育員にリンゴでからかわれて、癇癪を起こしていた。この出来事は、ダーウィンに、オランウータンの主観的経験について考えさせるきっかけになった。また、ダーウィンは、ジェニーが鏡を見つめる姿をも観察し、ジェニーは鏡に映る自分の姿は自分自身であると認知しているかも知れないと述べている。
1970年、ギャラップは、思春期前にあたる野生のチンパンジー(Pan troglodytes)の雄2頭と雌2頭を用いて、自己認知の可能性についての実験的調査を行った。4頭のすべてがそれまで鏡を見た事がないと推定された。チンパンジーは個別に1頭ずつ2日間部屋に入れられた。次に、全身を映せる大きさの鏡が合計80時間部屋の中に置かれ、定期的に距離が縮められていった。チンパンジーに鏡を見せると、様々な振舞いが観察された。最初はチンパンジーは、自身の像に対して威嚇的な身振りを示した。おそらく鏡像を脅威的な存在として受け取ったからであろう。最終的には、鏡が無い時には観察されなかった箇所のグルーミングを行ったり、鼻を突いたり、顔をしかめたり、自身の像にシャボン玉を吹きかけたりするというように、鏡像を利用する形で、自身を対象にした反応行動を取った。
ギャラップはさらに研究を推し進め、チンパンジーの外見に手を加えて、その鏡像に対する反応を観察した。ギャラップはチンパンジーに麻酔をかけ、赤色のアルコール溶性の塗料を眉弓と、その反対側の耳の上半分に塗った。乾くと匂いもなく、触ってもわからない塗料が用いられた。ギャラップはチンパンジーを鏡の無い檻に戻し、意識の回復を待った。そして、チンパンジーが自発的に着色された箇所を触れる頻度が記録された。30分後、鏡が檻の中に入れられ、着色箇所が触れられる頻度が再び観察された。着色箇所に触れられる頻度は、鏡が無い状態を1として、4から10に増加した。チンパンジーが着色箇所を触った指を見つめたり、匂いを嗅いだりする行動も時折観察された。その他にも、着色箇所に関係する行動として、振り返ったり体位を調節して、着色箇所が鏡に映りやすくしたり、鏡を見ながら手足で触って調べるという行動が観察された。
この古典なマークテストにおける重要な点としては、触っても気づかない塗料を用いる事である。それによって、体性感覚に基づいてマークに注意が向く事を防止している。古典的ミラーテストの多くの実験において麻酔が使用されているのもこの理由のためである。一部の調査では、触知可能なマークが使用されている。
鏡像が自分の姿である事を認知できると考えられている動物は、鏡に向かうと、多くの場合、次の4つの行動の段階を進む。
- 社会的反応をとる。
- 物理的な意味での探査(鏡の後ろを見るなど)。
- 鏡を確認する反復的動作。
- 自身の像が映っている事を理解する。

ギャラップは追跡調査を行った。鏡を見た事のない2頭のチンパンジーに麻酔をかけ、マークを付けた。意識が回復するのを待ち、これらのチンパンジーの振舞いが観察された。彼らは、鏡を見せられる前も、鏡を見せられた後も、マークに起因する行動を取らなかった。
1979年、Michael LewisとJeanne Brooks-Gunn が人間の母子を対象にして、自己認知を調査するためルージュテストを行った。

## ミラーテストで成功した動物

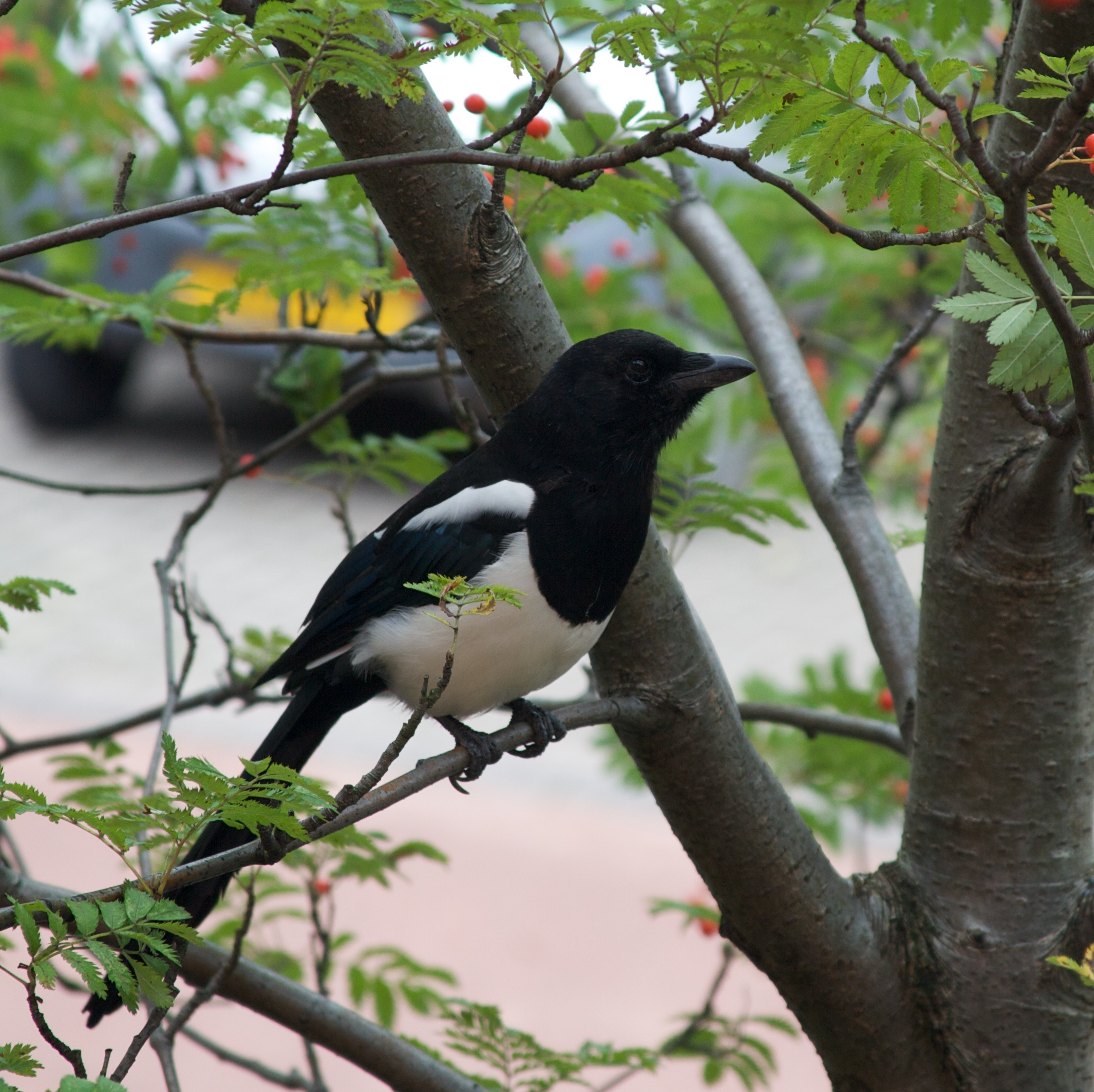
カササギはミラーテストで成功している

ギャラップが考案した手法による、マークに起因する自発的な行動についての研究は非常に多く、様々な種類の動物がこの調査の対象にされている。多くの動物は、マークを付けられて、その後鏡を見せられると、まず最初に、威嚇ディスプレイなどの社会的反応を示す。彼らは、何度鏡を見せられても、威嚇的ディスプレイを取り続ける。マークに触れたり、マークを対象にした行動を取ったりすることができるのは、つまりミラーテストで成功するのは、限られたほんの一部の種のみである。
ミラーテストで得られた結果からは、必ずしも明確な判断をできるわけではない。最も詳しく調査されているチンパンジーでさえ、有力な証拠を得られているとはいえ、個々のテスト全てにおいて自己認知を示す証拠を得られているというわけではない。その能力の保有率(prevalence)は、若い成体で75％程度であり、幼年の個体や老齢の個体は、それよりさらに低い数字になるだろうと考えられている。

### 哺乳類

#### クジラ目(cetacean)
- ハンドウイルカ(Bottlenose dolphin、学名:Tursiops truncatus): 2頭の雄のイルカにマークを付けて、鏡の前でどのような反応を取るかが観察された。鏡に近寄る時における遅滞の減少(decreased delay)という反応、反復的に頭部を回す反応、マークが付けられた目や性器の辺りを注視する反応は、この種における鏡像の自己認知の証拠であると報告されている[13][14]。
- シャチ(Killer whale、学名:Orcinus orca): シャチとオキゴンドウ(false killer whale、学名:Pseudorca crassidens) は、鏡像認知能力を持っている可能性がある[15]。

#### 霊長目(primate)
- ボノボ(Bonobo、学名:Pan paniscus)[16][17]
- ボルネオオランウータン(Bornean orangutan、学名:Pongo pygmaeus):[18]ただし、若年(2才)の雄のオラウータンは、鏡像認知を思わせる振舞いをしなかった[19]。
- チンパンジー(Chimpanzee、学名:Pan troglodytes):[1][20][21]ただし、若年(11か月)の雄のチンパンジーは鏡像認知を思わせる振舞いをしなかった[19]。2頭の若いチンパンジーは、1年間鏡を見せらなくても、鏡像認知能力を保持(retention)していた[22]。
- ヒト(Human、学名:Homo sapiens):人は生後18か月ぐらいから、鏡像を自分自身であると認知できるようになる。精神分析学者はこれを鏡像段階と呼ぶ[23][24]。

#### 長鼻目(proboscidea)
- アジアゾウ(Asian elephant、学名:Elephas maximus):2006年に行われた調査では、3頭の雌のアジアゾウに巨大な鏡を見せた時の反応が観察された。ミラーテストの成否を判断するため、ゾウの頭部に視認可能なマークと視認不可能なマークが付けられた[9]。3頭のうち1頭は、マークに起因する振舞いを示したが、他の2頭はそのようなことをしなかった。これより以前に行われた2頭のアジアゾウによる調査では、鏡像認知は確認されていなかったのであるが[25]、その理由は鏡が小さすぎたからであると考えられている[9]。この調査は、野生生物保護学会(Wildlife Conservation Society:WCS)と共同して、ニューヨークのブロンクス動物園のゾウを用いて行われた。この調査では、3頭共に、ゾウの前に縦横2.5mの鏡を置くという形がとられた。彼らは、後ろを調べて、食べ物を鏡の近くに持っていった。ハッピーという名前のゾウ(この1頭のみ)が、頭に描かれたXを鼻で何度も触れたのであるが、これはゾウの自己認識を示す証拠である。そのマークは鏡を使ってのみ見える位置にあった。ハッピーの前頭部には無色の塗料で描かれたもう一つのマークもあったのだが、ハッピーはこれを無視した。このことは、単に触覚や匂いに対して反応しているのではないことを実証している。この調査を行ったフランス・ドゥ・ヴァールは「ヒトとゾウとの間のこのような類似性は、複雑な社会と協調に関係していると考えられる、認知的な面の収斂進化を示唆している」と述べている[9][26]。

### 鳥類
- カササギ(Eurasian magpie、学名:Pica pica):カササギは鳥類で唯一ミラーテストを成功している動物である。研究者は、5羽のカササギのノドに赤、黄、黒の小さなステッカーを貼った。そこは鏡を使わないと見えない場所であった。そして、カササギに鏡が与えられた。ノドにステッカーが貼られてもカササギは気にしないようであった。しかし、色付きのステッカーを貼られたカササギが、鏡の中の自分の姿を一目見ると、ノドを掻くという行動をとった。これは、カササギは、鏡の中の像を自分自身であると認知していることを明瞭に示している。黒のステッカー(首には黒い羽毛が生えているので視認できない)を貼られたカササギは鏡に反応しなかった[11]。

カササギが研究される以前は、自己認知の能力は、脳の新皮質の中に存在していると考えられていた。しかし、鳥類は脳のその領域を欠いている。鳥類と哺乳類の自己認知は収斂進化の一例かも知れない。それは、同じような淘汰圧によって類似の行動や形質を獲得することであるが、そこに至るまでの道筋は同じとは限らず、また、その内部的な機構も異なるであろう。

### 魚類

#### スズキ目（Perciformes）
- ホンソメワケベラ(Bluestreak cleaner wrasse、学名:Labroides dimidiatus):ホンソメワケベラは、最初にミラーテストを成功した魚類である。大阪市立大学の幸田正典らはホンソメワケベラが自己認識しているという内容の論文を発表した[28][29][30] 。10匹のホンソメワケベラを、鏡のある水槽に1匹ずつ入れ実験してみると最初は大きく口を開けて反応する（第一段階）程度だったが次第に行動に変化が見られた。鏡に向かって突進し急停止したり、背泳ぎなど普段しない体勢で鏡の前を泳いだりと普通なら取らないような行動を取った。これは鏡像が自分であることを確認（第二段階）している行為とみられ、最終的には動きが落ち着き鏡で自身を観察するようになった（第三段階）。そしてマークをつけた古典的なミラーテストでも、喉という鏡がなくては認識できない部分に汚れがついていることに気づき、近くにある物体の表面を使い汚れを擦り落とそうとした。その後に再び、鏡の前に戻って印が取れたか確認する行為を行なった。また、マークのついた個体を鏡のない水槽に入れても落とす素振りはしなかったことから自分自身を認識していることの証明となった[31][32]。

同大学・理学研究科の追加実験では、ホンソメワケベラのミラーテスト合格率は「100％＝14／14」で、知性が高いとされるチンパンジーの「40％」やゾウの「30％」より高かった。この結果を同大教授・幸田正典は、ホンソメワケベラの大脳皮質が発達している事と「野生の類人猿や大型ほ乳類では目を合わせることが相手への敵意に繋がる」ため鏡への注目度の低下による要因と推論している。（「アイ・コンタクト」については第4項・ゴリラの記事も参照）

### 哺乳類
- ゴリラについての観察結果は判然としない。少なくとも4つの調査では、ゴリラはミラーテストで失敗したと報告されている[18][34][35][36]。ゴリラは、「自己認知に必要な概念的能力を持っていない」唯一の大型類人猿であるかも知れないと言われている[35]。肯定的結果を示す調査もあるが、それは人間との接触経験の多いゴリラをテストに用いており、また、ゴリラを鏡に慣れさせたり、麻酔を使わないという改変を要するテストである[37][38]。麻酔無しの手法であるが、ココというゴリラは何度もミラーテストで成功している[39][40]。ゴリラにとって、長時間のアイコンタクトは攻撃的ジェスチャーであり、彼らは、その習性ゆえに、意図的に鏡像とのアイコンタクトを避けるため、ミラーテストに失敗したのかも知れない。この点は、人との交流が深くて、他のゴリラとその振舞いからある程度隔離されているようなゴリラが、ミラーテストでより成功しやすい事の説明になるだろう[39][40]。

### 魚類
- オニイトマキエイ(manta ray 学名 Mobula sp. cf birostris)は鏡像認知能力がある可能性の高い唯一の軟骨魚とされる。２匹の飼育下のオニイトマキエイは、鏡の前で社会的行動を示さず何度も普段とは異なる反復的な動きを見せたり鏡に向けて気泡を放ったりした[41]。これは偶発的事故時の点検行動(contingency checking)を示唆している。またこの2匹は、鏡の前で自己を対象にした鏡に映る自身の像に通常とは異なる振舞いを示した為、鏡に映った自身の姿を認知していたとされる[42][43][44]。しかし古典的なミラーテストは行われていないため、断定にはいたっていない[45][46][47][48]。

## ミラーテストで失敗した動物
数多くの種類の動物がミラーテストの対象になった。古典的なミラーテストでは成功しなかった動物も、鏡に関する何らかの行動をとる事がある。

### 哺乳類
- カリフォルニアアシカ(Sea lions、学名:Zalophus californianus)[15][49]

- ジャイアントパンダ(Giant panda、学名:Ailuropoda melanoleuca):ある調査では、飼育下にある様々な年齢の34頭のパンダが、ミラーテストの対象になった。マークに反応したパンダは1頭もおらず、またその内の多くが、鏡に対して攻撃的反応を示した。パンダは自身の鏡像を見て、他のパンダであると解釈したのであろうと研究者は解釈している[50]。

#### 霊長類
- テナガザル科(Gibbon 、学名:g. Hylobates, Symphalangus and Nomascus)[27][51]
- ベニガオザル(Stump-tailed macaque、学名:Macaca arctoides)[1][50]

- カニクイザル(Crab-eating macaque 、学名:Macaca fascicularis)[50]
- アカゲザル(Rhesus monkey、学名:Macaca mulatta): [1][50] アカゲサルは鏡に対して、自己認知を示唆する振舞いを示したと報告されている[52]。

- アビシニアコロブス(Black-and-white colobus monkey、学名:Colobus guereza)[53]

- フサオマキザル(Capuchin monkey、学名:Cebus paella)[50][54]

- マントヒヒ(Hamadryas baboon、学名:Papio hamadryas)[50]

- ワタボウシタマリン(Cotton-top tamarin 、学名:Saguinus oedipus)[55]

### 鳥類
- ヨウム(African grey parrot)[49]

- カレドニアガラス(New Caledonian crow)[56]

- ニシコクマルガラス(Jackdaw)[57]

- Great tit(Parus major)[58]

### 魚類
- Daffodil cichlid (Neolamprologus pulcher)[59]

### タコ
- タコは鏡の方へ体を向けた。しかし、この条件下では、他のタコが見える状況と比べて、タコの振舞いに差は無い[60]。

## 自己認知以外の鏡の利用
大型類人猿以外の哺乳類はこれまでの所、一様に、ミラーテストで失敗している。しかしながら、3種類のテナガザルを用いたミラーテストでは、自己認知の有力な証拠が得られている。ただし、テナガザルは標準的な形式のミラーテストでは失敗しているという事実はある。
アカゲザルはミラーテストで失敗している。しかし、彼らは、鏡でなければ見えない箇所、例えば生殖器や頭部の体毛の埋没物などを詳しく見るために鏡を使った。これは少なくとも、部分的な自己認識なのではないかと推定されているが、異論もある。
ブタは鏡の視覚的情報を利用して餌を見つける事ができる。また、ブタは鏡像を見て、自己認知している証拠が得られている。ある実験では、8頭中7頭のブタが、壁で隠れているが鏡に映っている餌入りのボウルを発見する事ができた。残りの1頭は餌を求めて鏡の後ろを覗き込んだ。BBC Earthは「驚異の動物」(Extraordinary Animals)シリーズでフードボウルテスト(foodbowl test)と形状に一致する穴を選ぶテスト("matching shapes to holes" test)を放映した。
ハトは、強度の訓練を施した場合、改変を加えたミラーテストで成功する事ができる事を、バラス・スキナーが発見した。実験では、ハトを訓練し、鏡を覗き込み、背後にあるレスポンスキー(response key)を見出して、振り返ってそれを突けば、餌が得られる事を覚えさせた。これはつまり、ハトは鏡を用いて環境から有用な情報を引き出す術を習得したという事である。次に、体毛の上に設置された点を突くと、餌が出てくるようにして、それを覚えさせた。2番目の訓練は鏡の無い状況で行われた。次にハトに小型の胸当て(bib)を付け、自分からはそれに遮られて、下腹部に記された点を見えないようにした。比較のため、鏡の無い状況に置いた場合、ハトが点を突く事は無かった。鏡が与えられると、ハトは活発になり、鏡を覗き込み、胸当ての下に位置する点を突こうとした。なお、訓練を受けていないハトがミラーテストで成功する事はなかった。
オニイトマキエイ(manta ray)は鏡を前にすると、反復的行為を取り、身を翻して下部を見せたり、鰭を動かしたりした。鏡の前で泡を出すという普段には見られない事をした。鏡像に対して、社会的反応を示さなかったので、鏡像を別のオニイトマキエイであるとは認知していなかったと推定される。しかし、体表にマークをつける古典的ミラーテストは同種にはまだ行われていない。

## ロボット
2012年、ロボットにミラーテストを成功させる初期段階の試みがなされた。

## 批判
ミラーテストはいくつかの観点から批判されている。特に、その観察結果が偽陰性の可能性がある。
視覚以外の感覚を主に用いる動物をミラーテストの対象にする事は、それほど意義のある事ではないかも知れない。。例えば、イヌは主に嗅覚と聴覚を用いており、視覚は三番目の手段である。これが、ミラーテストでイヌが失敗する理由であると推定されている。これを踏まえて、生物学者のMarc Bekoffは、イヌの尿を用いた嗅覚基準の手法を考案し、イヌ類における自己認知の調査に応用している。彼は自分のイヌでテストをしたが、結果ははっきりしなかった。2016年、「嗅覚自己認知テスト」(Sniff test of self-recognition :STSR)と呼ばれる新たな動物行動学的アプローチが提案され、自己認知を調査するための別個の方法が注目されている。
ミラーテストについてのもう一つの懸念として、ある種の動物は自身の鏡像を見ると、それを脅威的な同種と見なし、即座に攻撃的反応を出るという事がある。そのような事情があるため、そのような動物にとって、鏡に何が映っているかを冷静に考える事が難しくなっている。ゴリラやサルがミラーテストで失敗する理由はこのためであろうと推定されている。
ミラーテストにおいて、動物にとってはマークは異常なものとは感じられないのかも知れず、また、それに触れようとする衝動をさほど感じないのかも知れない。これは、自己認知をしていない事を意味するわけではない。例えば、3頭のゾウに行われたミラーテストでは、1頭のみが成功した。しかし失敗した2頭のゾウもまた自己認知を行っていたという解釈が可能な振舞いを示していた。ゾウにとって、マークは大きな意味を持たないので、彼らはマークに触れなかったのだろうと、研究者達は述べている。同じような話として、小型類人猿(lesser ape)はあまり自分では毛繕いを行わないのであるが、これは、彼らがミラーテストにおいて頭部に付けられたマークを触らなかった理由の説明になるだろう。
最後に留意点として、自己認知(self-recognition)が自己認識(self-awareness)を意味するかの点については、論争の的になっている。

## ルージュテスト

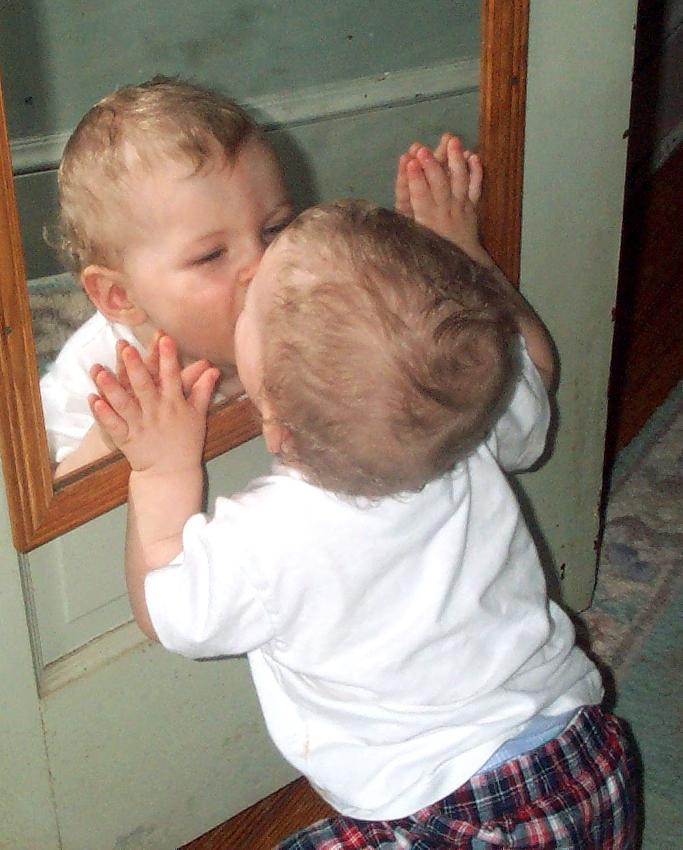
鏡を興味深く見つめる子供

ルージュテストはミラーテストの一種であり、人間の子供を対象に行われる。実験者は、化粧用のルージュを使い、被験者である子供に気付かれないように、顔に点を付ける。その子供は、鏡の前に置かれ、どのような反応をするかが観察される。子供の発達の段階によって様々な反応が見られる。ルージュテストは、人間の子供における鏡像認知を観測するための有力な手段であるとされている。

### 成長に応じた反応
生後6ヶ月から12ヶ月の子供の場合、鏡像を「仲の良い遊び相手」(sociable playmate)であると見做すのが普通である。生後12ヶ月で自尊心(self-admiring)と恥(embarrassment)が見られるようになり、生後14ヶ月から20ヶ月では、ほとんどの子供が回避的行動を示す。生後18ヶ月にして漸く半数の子供が鏡像を自分自身であると認知し、生後20ヶ月から24ヶ月までには、それは65％に上昇する。子供が自分の鼻を触ったり、ルージュを拭い取ろうとするなど、マークに起因する行動を示す事がその根拠となる。
鏡像認知と、鏡などの反射物に慣れ親しんでいる事とは無関係のようである。ルージュテストは、社会文化的傾向の違いによって、結果に差が出た場合もある。例えば、カメルーンのNsoの18ヶ月から20ヶ月の幼児の自己認知の割合は非常に低く、3.2%という結果であった。その調査は、自己認知についての2つの強い予測因子を特定している。object stimulation(母親または子供が何かを持っている時に、母親がそれへ幼児の注意を向けさせようとする事)と相互的アイコンタクトの2つである。ルージュテストによって、自己の概念と物の永続性(object permanence)との間に強い関連性がある事も示された。

### 意味
ルージュテストは自己の概念の評価基準となる。鏡を見て鼻に塗ってあるルージュに触れる子供は、自己認識(self-awareness)を理解できる基礎的能力を持っている事を意味する。動物、幼い子供、 生まれつき盲目で後に視力を回復した人達は、鏡を見て、それが他人であるかのように反応する事がある。
理論家達は、幼少期におけるこの時期の重要性について注目してきた。例えば、精神分析学者ジャック・ラカンは、ルージュテストに類似した手法を用いて、ミラーテストが成長段階のどこに位置するのかを求めた。現代の心理学の見解によると、自己は、人間の動機、認知、情動(affect)、社会的アイデンティティーに関して、重要な役割を果たしていると考えられている。

### 方法論的な欠陥
ミラーテストの結果の解釈については論争の的になっており、ある調査において、研究者は、ミラーテストを幼い子供の自己認識を観測する手段として用いる事は、何らかの問題があるのではないかと指摘している。
ある子供が自己認知をできたとしても、顔の汚れを取ろうとする動機が小さければ、マークに触ったりする行動を見せないはずであり、そういう場合は、誤った結論を出してしまう事になるだろうと、この調査は指摘している。そして、普通のルージュテストの結果と改変版のルージュテストの結果を比較した。
古典的なルージュテストでは、まず最初に実験者が子供と遊び、少なくとも3回は子供が鏡を見た事を確認する。そして子供の右目の下にルージュで点が描かれる。改変版のルージュテストでは、実験者は、目の下部にルージュで点が描いてある人形を用意して、子供にそれを綺麗にするように頼んだ。実験者が子供に人形を綺麗にするように頼むのは3回までで、それ以後は、実験者自身がそれをした。そして、人形は片付けられ、ルージュで印を子供の顔に付け、ミラーテストが行われる。このように改変する事で、自己認知を示す子供が増加するという結果につながった。
この研究が発見した調査結果に基づくと、古典的ミラーテストには問題があると指摘できる。問題点として、まずは、子供がルージュの印を異常と認めて、それを調べるなり取り除こうとするだろうという前提を取っている事が挙げられる。子供がルージュを認知する事は、必ずしもそれに触れる事にはつながらないので、古典的ミラーテストは、偽陰性の結果を出していたかもしれない。人形の顔を綺麗にする手順を付加した改変版のミラーテストにおいて、研究者達は、人形の顔を拭く事と、子供が自分の顔を拭く事の間に、強い関連性がある事を見つけた。人形を用いた実演は、子供に何をすべきかを示す事を狙いとしており、それによって、より確実に自己認知の有無を確かめる事ができるだろう。
より一般的な事を言えば、鏡像を認知する事が自己認識(self-awareness)を意味するかどうかについては結論は出ていない。そして、これの逆の形、つまり、自己認識が鏡像認知を意味するという見解も、正しいとは限らない。というのは、自己認識しているかも知れないが、ミラーテストでは肯定的結果が出ないという場合もあり得るからである。